# Allensville
Allensville é uma cidade localizada no estado americano de Kentucky, no Condado de Todd.

## Demografia
Segundo o censo americano de 2000, a sua população era de 189 habitantes.

## Geografia
De acordo com o United States Census Bureau tem uma área de 
2,8 km², dos quais 2,8 km² cobertos por terra e 0,0 km² cobertos por água. Allensville localiza-se a aproximadamente 180 m acima do nível do mar.

## Localidades na vizinhança
O diagrama seguinte representa as localidades num raio de 20 km ao redor de Allensville. 